# Eyvānak
Eyvānak (persiska: ايوانك, اَيوَنَك) är en ort i Iran.   Den ligger i provinsen Zanjan, i den nordvästra delen av landet, 210 km väster om huvudstaden Teheran. Eyvānak ligger 1 970 meter över havet och antalet invånare är 444.
Terrängen runt Eyvānak är huvudsakligen kuperad, men åt sydost är den platt.Runt Eyvānak är det ganska glesbefolkat, med 29 invånare per kvadratkilometer. Närmaste större samhälle är Abhar, 18,7 km nordost om Eyvānak. Trakten runt Eyvānak består i huvudsak av gräsmarker.